# Moufdi Zakaria
Moufdi Zakaria (en arabe : مفدي زكرياء) de son nom complet Cheikh Zakaria Ben Slimane Ben Yahia Ben Cheikh Slimane Ben Hadj Aissa, né le 12 juin 1908 à Beni Isguen, près de Ghardaïa (Algérie), et mort le 17 août 1977 à Tunis, est un poète algérien. Il est l'auteur de Kassaman, l'hymne national algérien, composé en 1955 à la demande de Abane Ramdane.

## Biographie
Moufdi Zakaria né le 12 juin 1908 à Beni Isguen, (près de Ghardaïa) d'origine mozabite. Surnommé « le Poète de la Révolution algérienne », son véritable nom fut après Cheikh Zakaria Ben Slimane Ben Yahia Ben Cheikh Slimane Ben Hadj Aissa. Le surnom Moufdi, devenu son pseudonyme littéraire, lui a été décerné par Slimane Boudjenah. Il quitte très tôt son village natal pour rejoindre son père, alors commerçant à Annaba où il reçoit son enseignement, et où il s'initie à la grammaire et au fiqh.
D'Annaba il rejoint Tunis, chez son oncle. Là, il poursuit ses études, successivement à l’école Es-Salem, l’école El Khaldounia et l’université Zitouna. En fréquentant le milieu estudiantin algérien à Tunis, il se lie d'amitié avec le poète tunisien Abou el Kacem Chebbi et le poète algérien Ramadane Hammoud, avec lequel il fonde l'association littéraire El-Wifaq (l'Entente) qui publiait une revue entre 1925 et 1930.
De retour en Algérie, il crée une association similaire, publie la revue El‑Hayet dont seuls trois numéros sortiront en 1933. Membre actif de l'Association des étudiants musulmans nord-africains à partir de 1925, il critique la tendance assimilationniste du mouvement Jeune Algérien, et proteste contre les fêtes du Centenaire en 1930. Bien qu'éprouvant des sympathies pour le mouvement réformiste des Oulémas, c'est à l'Étoile nord‑africaine qu'il adhère lorsque le mouvement s'implante en Algérie vers 1933. Il milite ensuite au Parti du peuple algérien (PPA) après la dissolution de l'Étoile, compose Fidaou el Djazair, l'hymne du (PPA), et participe aux meetings. Arrêté le 22 août 1937 en même temps que Messali Hadj et Hocine Lahouel, il est libéré en 1939. Il poursuit son action, lance avec des militants le journal Achaâb, collabore avec des journaux tunisiens en signant El‑Fata El Watani ou Abou Firas.
De nouveau arrêté en février 1940, il est condamné à 6 mois de prison. En 1943‑1944, il est à la tête, avec d'autres, d'un restaurant à Alger ; il collabore alors à des journaux clandestins : Al‑Watan et L'Action algérienne. Après le 8 mai 1945, arrêté, il reste trois ans en prison. Libéré, il adhère au MTLD. Candidat aux élections à l'Assemblée algérienne, il est victime des fraudes électorales.
En 1955, il rejoint le FLN. Arrêté en avril 1956, il est incarcéré à la prison Barberousse à Alger où il écrit l'hymne national Kassaman qui sera mis en musique, la première fois par Mohamed Triki en 1956), ensuite par le compositeur égyptien Mohamed Fawzi et enregistré dans les studios de la Radio Télévision Tunisienne en juillet 1957. La seconde version du texte sera écrite en collaboration avec l'avocat et homme de lettres tunisien Ammar Dakhlaoui. Libéré trois ans plus tard, il s'enfuit au Maroc, puis en Tunisie où il collabore au journal El Moudjahid jusqu'en 1962. Les dissensions politiques entre ceux qui avaient chassé le colonisateur la veille commencent à se faire jour. Sentant les premiers remous de l’après-guerre venir et le chemin pris par l’Algérie indépendante s’éloigner de plus en plus de sa conception d’un pays nouvellement indépendant, qui doit se reconstruire, Moufdi décide de s’éloigner définitivement de la sphère politique algérienne. 
Poète du mouvement national et chantre de la Révolution algérienne, son souffle est puissant. Sa poésie est solide et a pour but d'aiguiser la conscience nationale. Le poète meurt en 1977 en exil à Tunis d'une crise cardiaque. Il est enterré à Beni Isguen.

## Œuvres

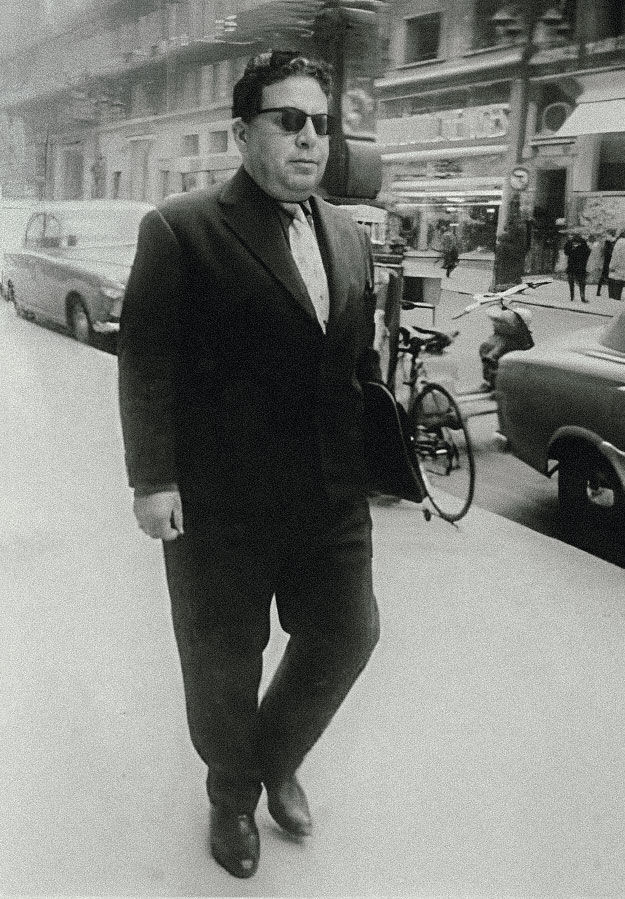
Moufdi Zakaria

Moufdi Zakaria est  un des auteurs de  chants patriotiques suivants : l’hymne national algérien Kassaman, Fidaou El Djazair, Chant de l’emblème national algérien, Chant des Chouhada, Chant de l’Armée de libération nationale, Chant de l’Union générale des travailleurs algériens, Chant de l’Union des Étudiants algériens, Chant de la femme algérienne, Chant Barberousse. 
Il compte à son actif, également, le Chant du Congrès du Destin (Tunisie), le Chant de l’Union des Femmes tunisiennes, le Chant de la bataille historique de Bizerte, le Chant célébrant l’évacuation du Maroc, le Chant de l’Armée marocaine, etc.
Ses recueils publiés sont : le Feu sacré (1961), À l’ombre des oliviers (1966), Sous l’inspiration de l’Atlas (1976), l’Iliade de l’Algérie en 1001 (vers 1972).
De nombreux poèmes publiés dans des journaux algériens, tunisiens et marocains n’ont pas été rassemblés en recueil.
Moufdi Zakaria, qui aspirait à le faire, a pourtant évoqué, dans ses déclarations, l’existence de recueils intitulés : Chants de la marche sacrée (chants du peuple algérien révolté en arabe dialectal), Élan (livre sur la bataille politique en Algérie de 1935 à 1954), le Cœur torturé (poèmes d’amour et de jeunesse), et d’un recueil réunissant les poèmes écrits dans sa prime jeunesse.
Sa prose, foisonnante, est disséminée dans les organes de presse maghrébins. Moufdi Zakaria a révélé l’existence d’ouvrages non publiés jusqu’à ce jour, notamment : Lumières sur la vallée du M’Zab, le Livre blanc, Histoire de la presse arabe en Algérie, la Grande Révolution (pièces de théâtre), la Littérature arabe en Algérie à travers l’histoire (en collaboration avec Hadi Labidi).
Il est détenteur de la médaille de la capacité intellectuelle du premier degré, décernée par le roi Mohammed V, la médaille de l’Indépendance et de la médaille du Mérite culturel, décernées par le président tunisien Habib Bourguiba, et, à titre posthume, de la Médaille du Résistant décernée par le Président algérien Chadli Bendjedid le 25 octobre 1984, d’une attestation de reconnaissance pour l’ensemble de son œuvre littéraire et son militantisme au service de la culture nationale délivrée par le Président Chadli Bendjedid le 8 juillet 1987, ainsi que la médaille « El-Athir » de l’ordre du mérite national, décernée par le président Abdelaziz Bouteflika le 4 juillet 1999.
Voici l'extrait d'un de ses nombreux poèmes, appelé Épris de l'Algérie, extrait de l'Iliade algérienne (إلياذة الجزائر). La passion qui se dégage de ce poème montre à quel point Moufdi Zakaria aimait son pays, l'Algérie.
| عشق الجزائر (ar) | Épris de l'Algérie |
| --- | --- |
| جزائر يا لحكاية حبي و يا من حملت السلام لقلبي و يا من سكبتي الجمال بروحي و يا من أشعت الضياء بدربي فلولا جمالك ما صح ديني و ما أن عرفت الطريق لربي و لولا العقيدة تغمر قلبي لما كنت أومن إلا بشعبي إذا ما ذكرتك شع كياني و إما سمعت نداك ألبي و مهما بعدت و مهما قربت غرامك فوق ظنوني و لبي ففي كل درب لنا لحمة مقدسة من وشاج و صلب و في كل حي لنا صبوة مرنحة من غوايات صب و في كل شبر لنا قصة مجنحة من سلام و حرب تنبات فيها بإلياذتي فآمن بي و بها , المتنبي شغلن الورى و ملأنا الدنا بشعر نرتله كالصلاة تسابيحه من حنايا الجزائر | Algérie, Ô toi Idylle de mon âme Toi qui as apporté le salut à mon cœur Toi qui as inondé mon être d’harmonie Et remplis ma route de lumière. Sans le secours de ta beauté je n’eusse point connu la foi Ni le chemin qui mène à Dieu Sans la foi dont mon cœur déborde Je n’eusse cru en rien d’autre qu’en mon peuple ! Mon être s’illumine lorsque je t’évoque Et dès que j’entends ta voix je réponds à ton appel Proche ou éloigné, Ton amour vit en moi plus fort que je puis le concevoir ! En chaque endroit, les liens sacrés du sang Ne me rattachent-ils pas à ton être ? En chaque point, un bonheur capricieux Ne nous rappela-t-il pas folles amours ? Chaque coin pour nous n’est-il pas un souvenir qui plane sur nos instants de bonheur ou sur les jours de guerre ? C’est là que m’arrogeant le titre de prophète j’ai écrit mon Iliade, Et que Mutanabbi lui-même a cru en moi et cru en mon poème ! Nous avons occupé la scène de l’Histoire, En déclamant des vers ainsi qu’une prière Dont les invocations jaillissent de ton âme, Algérie ! |

## Citation
Passage du discours de Moufdi Zakaria, au 4e congrès de l'Association des étudiants musulmans nord-africains à Tlemcen en 1931 :
« Je jure sur l'Unicité de Dieu que j'ai foi dans l'unicité de l'Afrique du Nord pour laquelle j'agirai tant qu'il y aura en moi un cœur qui bat, un sang qui coule et un souffle chevillé au corps. Je ne suis ni musulman, ni croyant, ni Arabe, si je ne sacrifie pas mon être, mes biens et mon sang pour libérer ma chère patrie [l'Algérie] des chaînes de l'esclavage et la sortir des ténèbres de l'ignorance et de la misère vers la lumière du savoir, de la prospérité et d'une vie heureuse. »
« Ma patrie est l'Afrique du Nord, patrie glorieuse qui a une identité sacrée, une histoire somptueuse, une langue généreuse, une noble nationalité, arabe. Je considère comme exclus de l'unité de ma patrie et exclu de la communauté des musulmans quiconque serait tenté de renier cette nationalité et de rejeter cette identité. Il n'aura qu'à rejoindre la nationalité des autres, en apatride qu'on recueille. Il encourra la colère de Dieu et celle du peuple. »

## Décorations
- Ahid de l'ordre du Mérite national d'Algérie.